# Wilhelm Hasselbring
Wilhelm Hasselbring (* 1964 in Hannover) ist ein deutscher Informatiker, Softwareentwickler und Hochschullehrer.

## Wissenschaftliche Laufbahn
Wilhelm Hasselbring erhielt 1989 sein Diplom in Informatik von der Technischen Universität Braunschweig. Von 1989 bis 1993 arbeitete er als wissenschaftlicher Assistent an der Universität Essen. 1994 erlangte er sein Ph.D. in Informatik an der Universität Dortmund mit seiner Arbeit zum Thema „Prototyping Parallel Algorithms in a Set-Oriented Language“. Zwischen 1994 und 1998 war er Assistent in der Forschungsgruppe Software-Technologie der Universität Dortmund. Anschließend wurde er zum Assistenzprofessor an der Universität Tilburg in den Niederlanden ernannt.
Von Oktober 2000 bis September 2008 war er tätig am Institut für Informatik der Carl von Ossietzky Universität Oldenburg, zunächst im Rahmen einer außerordentlichen Professur, ab Januar 2003 im Rahmen einer Professur. In dieser Zeit leitete er die „Computer Service Unit (ARBI)“. Von 2003 bis 2004 war er außerdem Direktor des Instituts für Informatik und Vizedekan der Fakultät für Informatik, Wirtschafts- und Rechtswissenschaften.
Im Jahr 2008 übernahm er eine Professur des Instituts für Informatik der Technischen Fakultät der Christian-Albrechts-Universität zu Kiel. Seit November 2008 ist er Mitglied und „Principal Investigator“ des Exzellenzclusters „Ozean der Zukunft“. 2011 wurde er ebenfalls Mitglied des zweiten Kieler Exzellenzclusters „Inflamation at Interfaces“ und seit Juli 2012 ist er Dekan der Technischen Fakultät der Christian-Albrechts-Universität zu Kiel. Seit 2016 ist er Mitglied des Hochschulbeirats der adesso SE.

## Forschungsinteressen
Wilhelm Hasselbrings größtes Forschungsinteresse liegt in der Softwareentwicklung mit einem besonderen Augenmerk auf
- Qualität von Softwaresystemen (Verfügbarkeit, Verlässlichkeit und Leistung)
- Software-Architektur, Design und Beurteilung
- Dezentrale Systeme, Fehlertoleranzen, Laufzeitrekonfigurationen und Überwachung
- Komponentenbasierte Softwareentwicklung und Unternehmensanwendungsintegration
- Vermittlungssoftware für Grid-Computing, Cloud und Unternehmenssysteme[4]

## Ausgewählte Publikationen
- Brauer, P. C. and Hasselbring, W. (2013) PubFlow: provenance-aware workflows for research data publication [Paper] In: 5th USENIX Workshop on the Theory and Practice of Provenance (TaPP '13), April 2-3, 2013, Lombard.
- Brauer, P. C. and Hasselbring, W. (2012) Capturing provenance information with a workflow monitoring extension for the Kieker framework [Paper] In: The Third International Workshop on the role of Semantic Web in Provenance Management, 28. Mai 2012, Heraklion, Kreta.
- Hasselbring, W. and van Hoorn, A. (2011) Architecture Reconstruction via Dynamic Analysis [Talk] In: SEACON 2011, Architecture Day, June 29, 2011, Hamburg, Germany.
- Hasselbring, W. (1991) Combining SETL/E with Linda [Paper] In: Proceedings of Workshop on Linda-Like Systems and Their Implementation.[5]

## Ausgewählte Forschungsprojekte
- Cluster of Excellence “The Future Ocean” – The aim: to increase our understanding of ocean change and its associated potentials and risks in order to enter into a new symbiotic relationship between humans and the sea.
- DynaMod – Dynamische Analyse für modellgetriebene Software-Modernisierung
- HOSST – Helmholtz Research School Ocean System Science and Technology
- IObserve – Integrated Observation and Modeling Techniques to Support Adaptation and Evolution of Software Systems
- Kieker – a framework for application performance monitoring and dynamic software analysis.[6]

## Ehrungen und Auszeichnungen
- Tansferprämie 2011 und 2012 der Innovationsstiftung Schleswig-Holstein (ISH)
- „Best paper award“ der Software Engineering 2011 Konferenz für “Self-Adaptive Software Performance Monitoring” (zusammen mit Jens Ehlers)
- „Best paper award“ der Cloud Computing 2011 Konferenz für “Model-Based Migration of Legacy Software Systems to Scalable and Resource-Efficient Cloud-Based Applications: The CloudMIG Approach” (zusammen mit Sören Frey)
- CentER Stipendium
- Marie-Curie-Stipendium[2]

## Positionen
- Technische Fakultät der CAU Kiel: Dekan
- Arbeitsgruppe Software Engineering: Leitung des Lehrstuhls
- Kompetenzverbund Software System Engineering (KoSSE): Sprecher der Kieler Projekte
- Institut für Informatik: Direktor
- Exzellenzcluster “Future Ocean”: Mitglied
- Exzellenzcluster “Inflammation at Interfaces”: Mitglied
- Helmholtz Research School Ocean System Science and Technology (HOSST): PhD Supervisor
- Computational Sciences Center: Mitglied
- Softwareforen Leipzig: Fachlicher Leiter der User Group Softwarearchitektur
- SPEC Research Group Steering Committee: Mitglied
- GI-Fachgruppe Softwaretechnik: Sprecher des Leitungsgremiums
- GI-Fachgruppe Software-Architektur: Leitungsgremium
- D-Grid-Beirat: Mitglied
- Graduiertenzentrum der CAU: Vertrauensperson und Mitglied im Beirat
- Zentraler Ausschuss für Forschung, Forschungs- und Wissenstransfer: Stellvertreter aus der Mitgliedergruppe der Professorinnen und Professoren[4]